# Bučino ulje
Bučino ulje, kulinarski specijalitet dobiven od sjemena buče (bundeve, tikve). Tamno zelene do crne je boje i uglavnom se dobiva laganim zagrijavanjem i prešanjem sjemenki koštica posebne vrste roda Cucurbita pepo var. styrriaca. Bučino ulje sadrži bjelančevine, minerale, nezasićene masne kiseline i mnoge vitamine. 
Zbog njegove boje naziva ga se i crno ulje, a u nekim dijelovima Hrvatske i koščično ulje, jer se proizvodi iz koščica (=koštica).
Osim ljekovitih svojstava, kao npr. pozitivno djelovanje na prostatu kod muškaraca, bučino ulje služi za grah salate, krumpir salate, zelene salate ili kao začin u kuhanju.